# Lac Carilafquén
Le lac Carilafquén est un lac d'Argentine d'origine glaciaire situé dans la province de Neuquén, en Patagonie. Il fait partie d'un important système lacustre centré sur le lac Huechulafquen.
Le lac Carilafquén est entièrement situé au sein du parc national Lanín. 

## Étymologie
Carilafquén en langue mapudungun est composé des vocables karü (vert) et lafquen (lac) et signifie donc « lac vert ».

## Géographie
Le lac est situé immédiatement à l'ouest du lac Epulafquen, dont il est tributaire, à quelque trois kilomètres de la frontière avec le Chili.